# Gymnothorax moringa
Gymnothorax moringa is een murene die voorkomt in het westen van de Atlantische Oceaan op diepten tot 200 meter. De soort kan een lengte bereiken van 1 meter en een gewicht van 2,5 kg.

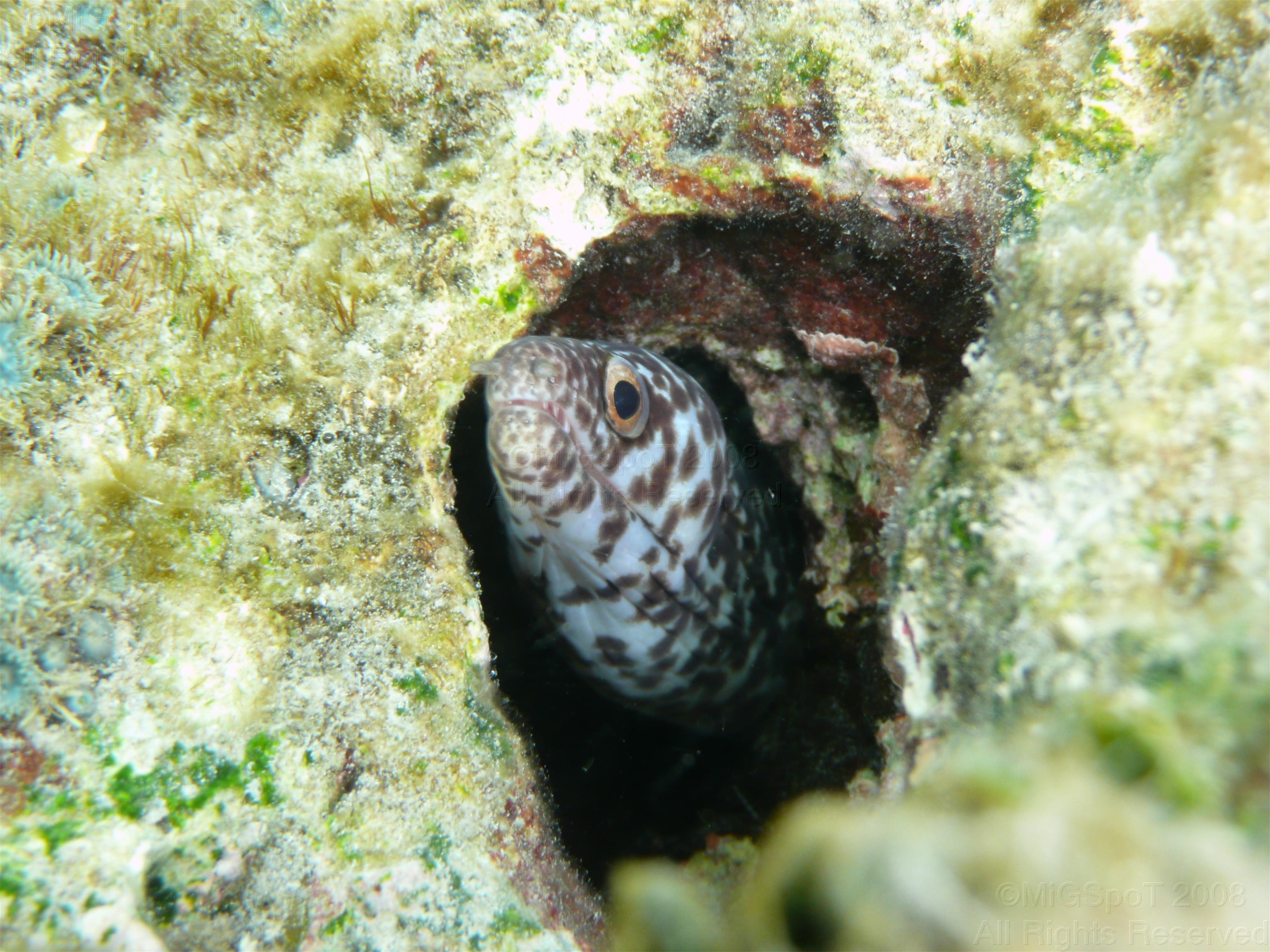
Gymnothorax moringa
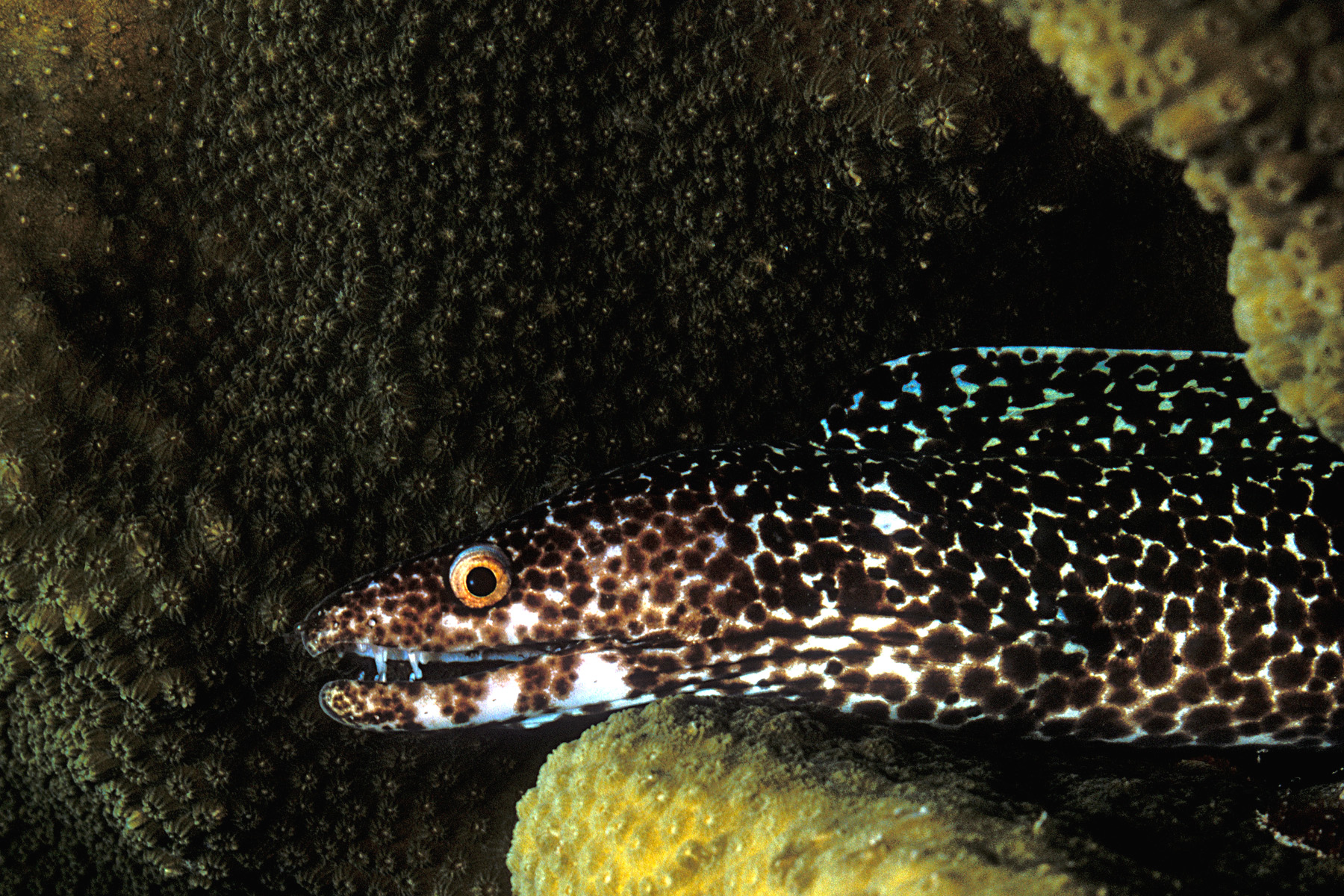